# Alae-Eddine Bouyaghlafen
Alae-Eddine Bouyaghlafen (20 mei 2002) is een Nederlands-Marokkaanse voetballer die als middenvelder voor Telstar speelde.

## Carrière
Alae-Eddine Bouyaghlafen speelde in de jeugd van Sparta Rotterdam en Spartaan'20. In juni 2023 was hij samen met Zakaria Eddahchouri, Leonardo Rocha de Almeida en Ondřej Mastný op proef bij Telstar. Hij maakte een goede indruk en mocht bij Telstar blijven. Hij debuteerde in het betaald voetbal op 6 oktober 2023, in de met 2-0 verloren uitwedstrijd tegen FC Emmen. Hij kwam in de 83e minuut in het veld voor Jayden Turfkruier. Enkele weken later werd hij met ploeggenoten Eddahchouri, Rocha de Almeida en Tahiri door Mike Snoei uit de selectie gezet, omdat ze weigerden een regenboogshirt te dragen tegen TOP Oss. In de eerste seizoenshelft kwam hij tot acht invalbeurten. In de tweede seizoenshelft kwam hij niet meer in actie. In mei werd bekend dat Telstar na het einde van het seizoen niet langer met hem verder ging.

### Statistieken
| Seizoen                      | Club           | Land           | Competitie     | Competitie | Competitie | Beker | Beker | Totaal | Totaal |
| Seizoen                      | Club           | Land           | Competitie     | Wed.       | Dlp.       | Wed.  | Dlp.  | Wed.   | Dlp.   |
| ---------------------------- | -------------- | -------------- | -------------- | ---------- | ---------- | ----- | ----- | ------ | ------ |
| 2023/24                      | Telstar        | Nederland      | Eerste divisie | 8          | 0          | 0     | 0     | 8      | 0      |
| Carrièretotaal               | Carrièretotaal | Carrièretotaal | Carrièretotaal | 8          | 0          | 0     | 0     | 8      | 0      |
| Bijgewerkt op 6 januari 2025 |                |                |                |            |            |       |       |        |        |